# FC Smetlede
FC Smetlede is een voetbalclub uit de Oost-Vlaamse gemeente Smetlede.

## Geschiedenis
De club speelt in het seizoen 2020-2021 in derde provinciale voor het tweede seizoen op rij, dit na zich tot kampioen te kronen in vierde provinciale in het seizoen 2018-2019. De 1e ploeg komt in het seizoen 2024/25 uit in Derde Provinciale D.
De kleuren van de club zijn rood en wit. Het stadion, genaamd Wellebeekstadion, bevindt zich in de Schildekensstraat.